# Europastraße 74
Die Europastraße 74 (Abkürzung: E 74) ist eine Europastraße, die sich in West-Ost-Richtung von Frankreich nach Italien erstreckt. Sie verläuft von Nizza bis nach Alessandria.

## Verlauf
Nizza – Cuneo – Alba – Asti – Alessandria